# Nikdy válku
Pomník "Nikdy válku" (polsky Pomnik „Nigdy Wojny”) je protiválečné sousoší, které se nachází v polské Luboni poblíž Poznaně ve Velkopolském vojvodství, na místě bývalého německého internačního tábora známého jako Żabikowo. Pomník byl navržen a postaven polským sochařem Józefem Gosławskim v roce 1955, a to s použitím žuly a pískovce. Odhalen byl dne 4. listopadu 1956 generálem Zygmuntem Berlingem.
Památník líčí muže, který objímá ženu a dítě. Na podstavci je nápis: NIGDY WOJNY (česky: NIKDY VÁLKU).

## Galerie

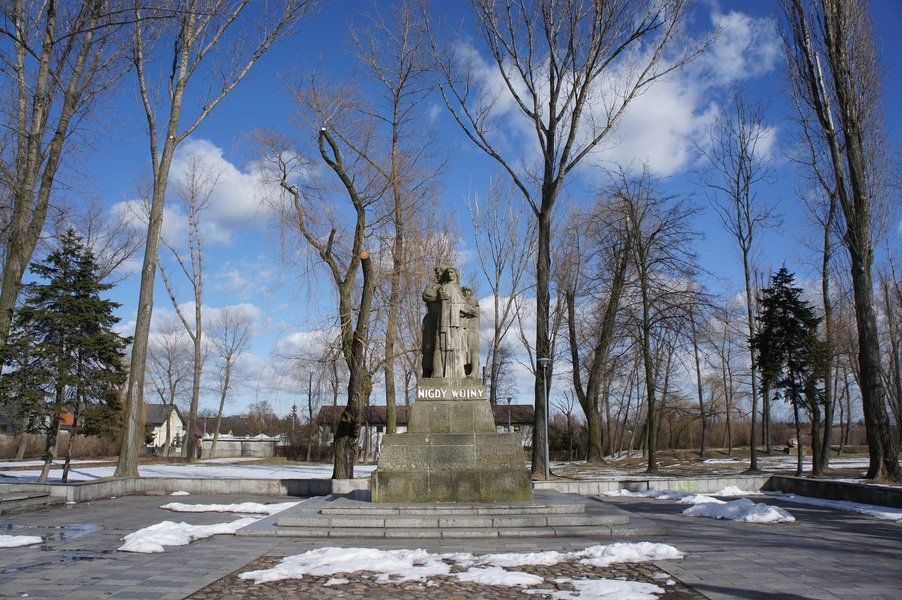
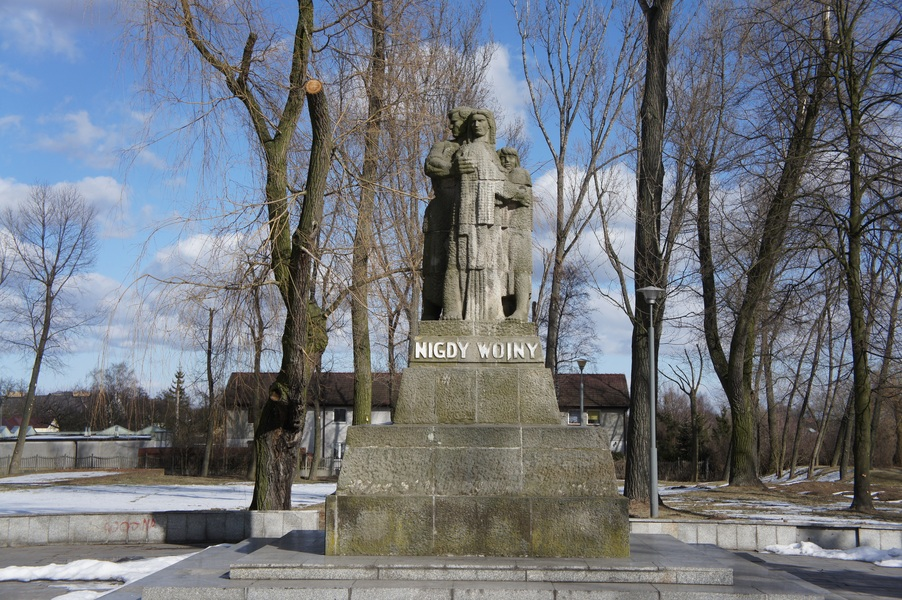
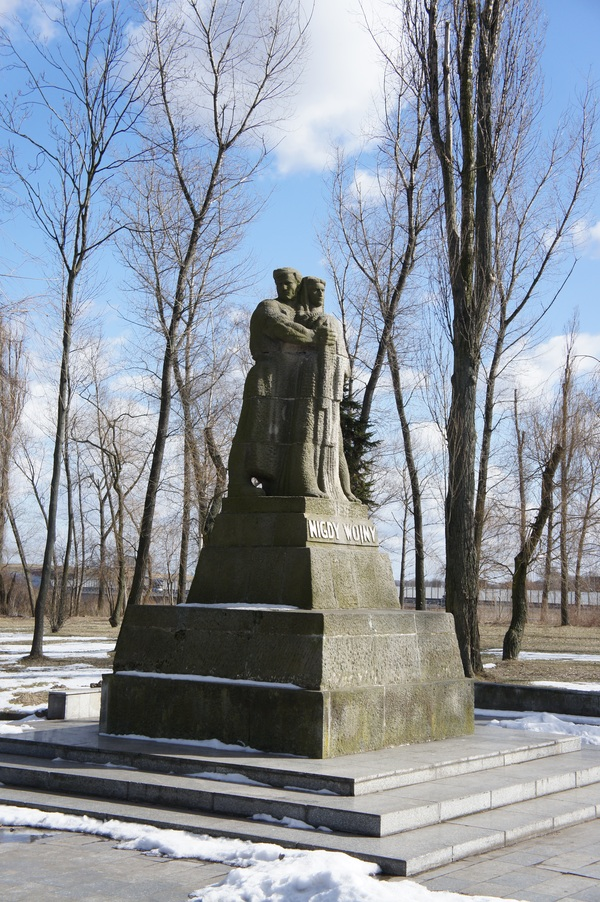
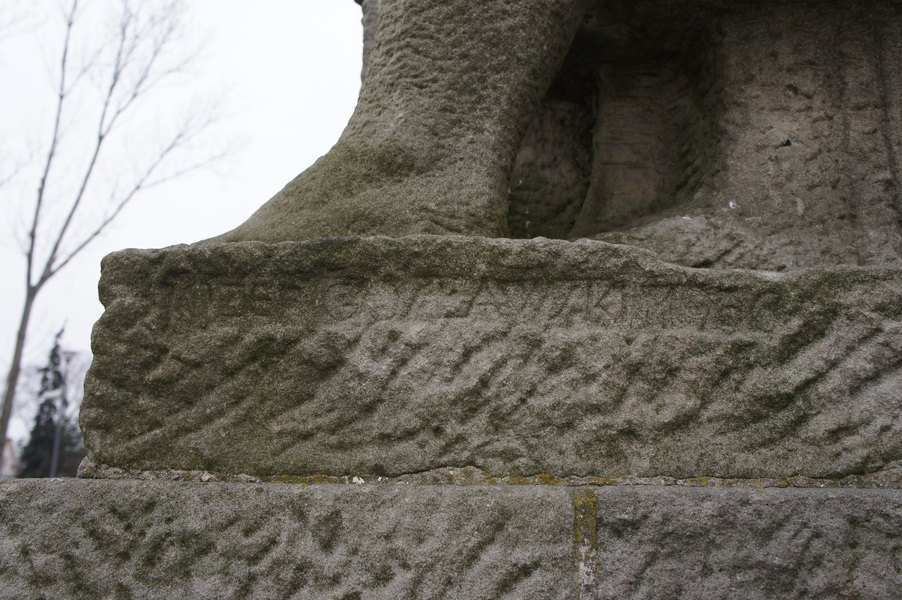
Podpis: JÓZEF GOSŁAWSKI 1956